# Fußballvereine, die nach Sponsoren/Unternehmen benannt sind
Diese Liste führt Fußballvereine, die nach Sponsoren/Unternehmen benannt sind, auf.

## Kriterien
- Der Verein muss nicht von dem Sponsor oder Unternehmen gegründet worden sein. Es reicht, wenn die Namensgebung eine klare Absicht hatte, den Verein nach diesem zu benennen, beispielsweise zu Ehren des Unternehmens oder durch die Initiative von Mitarbeitern.
- Der Sponsor oder das Unternehmen muss den Verein nicht mehr besitzen oder ihn nie besessen haben, solange die Namensgebung eindeutig auf das Unternehmen zurückzuführen ist.
- Der Name des Sponsors oder Unternehmens muss im offiziellen Vereinsnamen enthalten sein. Ist der Name nur im Vereinsemblem integriert und nicht im offiziellen Vereinsnamen, wird dieser Verein nicht aufgelistet.
- Vereine, die einem Unternehmen oder Sponsor gehören, aber kein Namenssponsoring im offiziellen Vereinsnamen haben, werden nicht aufgelistet.
- Es zählt sowohl der Name des Unternehmens als auch der Name eines Produktes oder der Fabrik, solange dieser eindeutig mit dem Unternehmen assoziiert wird. Auch Spitznamen, Kürzel oder Aliase sind als Ausnahme zulässig, wenn die Beteiligung des Unternehmens klar zu erkennen ist. Zufällige Namensähnlichkeiten gelten dabei nicht.
- Holding-Gesellschaften wie die City Football Group oder nach Fußballmannschaften benannte Farmteams werden nicht aufgelistet. Sowie Polizeisportvereine, Postsportvereine oder Vereine des DjK Sportverbandes.

## Vereine benannt nach Sponsoren/Unternehmen
| Verein                                                | Land                         | Unternehmen                                                         | Branche                                                 | Geschichte |
| ----------------------------------------------------- | ---------------------------- | ------------------------------------------------------------------- | ------------------------------------------------------- | --- |
| FC Epicenter Kamjanez-Podilskyj                       | Ukraine                      | Epitsentr K                                                         | Einzelhandel                                            | Der Clubname „Epitsentr“ ist nach der ukrainischen Baumarkt-Großhandelsmarke Epitsentr K benannt |
| Tallinna FC Wise                                      | Estland                      | Wise                                                                | Online-Geldtransfer-Service                             | Benannt nach dem Online-Geldtransfer-Service Wise, damals auch als TransferWise bekannt. |
| FC Levadia Tallinn                                    | Estland                      | Viktor Levada (Person)                                              | Viktor Levada (Person)                                  | 1998 übernahm der ukrainische Unternehmer Viktor Levada den Olümpia Maardu und nannte diesen nach sich selbst. |
| FC Levadia Pärnu                                      | Estland                      | Viktor Levada (Person)                                              | Viktor Levada (Person)                                  | Benannt nach dem Unternehmer Viktor Levada. |
| Tallinna FC Smsraha                                   | Estland                      | Smsraha                                                             | Online-Geldtransfer-Service                             | Benannt nach dem Online-Geldtransfer-Service Smsraha. |
| Tallinna FC Soccernet                                 | Estland                      | Soccernet                                                           | Webseite                                                | Benannt nach einer Webseite Soccernet |
| Maardu FC Starbunker                                  | Estland                      | Starbunker                                                          | Handel                                                  | Benannt nach einem estnisch-lettischen Handels-Vermittlungsunternehmen. |
| Amica Wronki                                          | Polen                        | Amica                                                               | Küche                                                   | Benannt nach dem gleichnamigen Hausgerätehersteller Amica SA. |
| Cadbury Athletic FC                                   | England                      | Cadbury plc                                                         | Süßwaren                                                | Der Verein wurde 1994 in Bournville (Birmingham) gegründet, wo sich auch die weltberühmte Cadbury-Fabrik befindet. |
| Arawak Cement Youth Milan                             | Barbados                     | Arawak Cement                                                       | Zement                                                  | Benannt nach der Arawak Company Limited, einer Zementfabrik auf den Inselstaat Barbados. |
| CSD Loma Negra                                        | Argentinien                  | Loma Negra                                                          | Zement                                                  | Der Verein wurde am 31. Mai 1929 von der Zementfirma Loma Negra mit dem ausschließlichen Zweck gegründet, dass seine Mitarbeiter in der örtlichen Liga Sport treiben können. Im Laufe der Jahre zeigte sich das Wachstum der Institution. |
| FK Maxline Wizebsk                                    | Belarus                      | Maxline                                                             | Sportwetten                                             | 2021 wurde Dnjepr vom Wettbüro Maxline übernommen und unbenannt. |
| FC Torpedo-belAZ Zhodino                              | Belarus                      | BelAz                                                               | Automobil                                               | Benannt nach dem belarussischen Fahrzeughersteller aus Schodsina |
| Coca Cola                                             | El Salvador                  | Coca Cola                                                           | Getränke                                                | Sein Hintergrund geht auf die Gründung des CD Independiente im Jahr 1946 in der Stadt San Vicente und später der nach Coca Cola benannten Mannschaft zurück, die eher für die Ausbildung junger Spieler als für ihre sportlichen Erfolge bekannt war. |
| Coca Cola Rovers                                      | Amerikanische Jungferninseln | Coca Cola                                                           | Getränke                                                | Der von Coca Cola gesponsorte Verein existierte von 1980 bis 1994. |
| AS Adema                                              | Madagaskar                   | Aéroport de Madagascar                                              | Flughafen                                               | Association Sportive Aéroport de Madagascar Analamanga heißt gekürzt AS ADEMA Analamanga und ist benannt nach dem Flughafen in der Stadt Analamanga Aéroport de Madagascar, kurz Adema. |
| Super Shell FC                                        | Somalia                      | Shell plc                                                           | Öl und Erdgas                                           | Benannt und gesponsort vom Mineralöl- und Erdgasunternehmen Shell plc. |
| FC Hegelmann                                          | Litauen                      | Hegelmann Express                                                   | Transport                                               | Gegründet und benannt nach dem deutschen Transportunternehmen Hegelmann Express. |
| Brunei Shell Recreation Club                          | Brunei                       | Shell plc                                                           | Öl und Erdgas                                           | Benannt und gesponsort vom Mineralöl- und Erdgasunternehmen Shell plc. |
| Navibank Sài Gòn FC                                   | Vietnam                      | Navibank                                                            | Bank                                                    | Benannt nach einer vietnamesischen Bank. |
| Becamex Binh Duong                                    | Vietnam                      | Becamex                                                             | Zement                                                  | Benannt nach ihrem Hauptsponsor Becamex IDC. |
| Istanbul Rams Başakşehir FK                           | Türkei                       | RAMS Global                                                         | Immobilien, Gesundheit, Medien, Bergbau...              | Am 25. Mai 2015 unterzeichnete der Verein einen Sponsoringvertrag mit Medipol für vier Jahre und der Name des Vereins wurde in Medipol Medipol Başakşehir Futbol Kulübü geändert. Seit 2023 ist RAMS der neue Namenssponsor. |
| MKE Ankaragücü                                        | Türkei                       | Makina ve Kimya Endüstrisi                                          | Chemie                                                  | Das kürzel MKE steht für den Sponsor des VereinsMakina ve Kimya Endüstrisi. |
| Petrol Ofisi Galatasaray                              | Türkei                       | Petrol Ofisi                                                        | Öl                                                      | Die Frauen-Fußballmannschaft von Galatasaray Istanbul wird vom türkischen Mineralölunternehmen Petrol Ofsi gesponsort. |
| Petrol Ofisi SK                                       | Türkei                       | Petrol Ofisi                                                        | Öl                                                      | Petrol Ofisi SK wurde 1954 unter dem Namen Petrolspor Kulübü als Betriebssportverein des damals staatlichen Mineralölunternehmens Petrol Ofisi gegründet. |
| Sanica Boru Elazığspor                                | Türkei                       | Sanica Boru A.Ş                                                     | Bau                                                     | Zur Saison 2012/13 vergab Elazığspor die Namensrechte für die Dauer einer Spielzeit an die Firma Sanica Boru A.Ş. und nahm in der Spielzeit mit dem Namen Sanica Boru Elazığspor am Wettbewerb teil. |
| Fitmens Gömlek Yeni Malatyaspor                       | Türkei                       | Fitmens Gömlek                                                      | Mode                                                    | Der Verein hatte in der Vergangenheit mehrere Namenssponsoring gehabt. Von Dezember 2015 bis November 2016 Alima Yeni Malatyaspor, danach Evkur Yeni Malatyaspor und derzeit ist der Verein nach der Modemarke Fitmens Gömlek bennant. |
| Corendon Alanyaspor                                   | Türkei                       | Corendon Airlines                                                   | Flugzeug                                                | Alanyaspor trug in der Saison 2014/15 den Namen „Albimo Alanyaspor“, nachdem ein Sponsorenvertrag mit der Firma Albimo abgeschlossen wurde. In der darauffolgenden Saison 2015/16 änderte sich der Sponsor und der Verein trat als „Multigroup Alanyaspor“ an. Ab der Saison 2016/17 wurde der Name erneut angepasst, diesmal aufgrund eines Vertrags mit Aytemiz, wodurch der Verein bis zur Saison 2021/22 als „Aytemiz Alanyaspor“ bekannt war. Ab der Saison 2022/23 führte ein neuer Sponsorenvertrag zur Umbenennung in „Corendon Alanyaspor“. |
| Net Global Sivasspor                                  | Türkei                       | Net Global                                                          | Telekominikation                                        | Sivas hatte in der Vergangenheit mehrere Namensponsoren, wie mit von 2015 bis 2016 mit Medicana, von 2017 bis 2023 mit der Demir Group und von 2023 bis 2024 mit EMS Yapi. Seit 2024 ist der aktuelle Sponsor im Vereinsnamen Net Global. |
| Ikas Eyüpspor                                         | Türkei                       | Ikas                                                                | Onlineshop                                              | Der Verein trägt aktuell den Namen des Unternehmens Ikas als Sponsor. |
| Metropolitan Municipality Erzurumspor                 | Türkei                       | Metropolitan Municipality                                           | Gemeinde                                                | Der Verein hatte die Gemeinde Metropolitan Municipality von 2014 bis August 2024 im Clubnamen als Sponsor integriert. |
| Hes İlaç Afyonspor                                    | Türkei                       | Hes İlaç                                                            | Kosmetik                                                | Vor der Saison 2023/24 übernahm HES-İlaç-Besitzer Erkan Çelik das Amt des Präsidenten und der Vereinsname wurde in Hes İlaç Afyonspor geändert. |
| Solwie Energy Fatih Karagümrük SK                     | Türkei                       | Solwie Energy                                                       | Energie                                                 | Der Verein trägt aktuell den Namen des Unternehmens Solwie Energy als Sponsor. Früher hatte der Verein einen Namenssponsoring mit VavaCars. |
| Bitexen Giresunspor                                   | Türkei                       | Bitexen                                                             | Krypto                                                  | Im Rahmen dieser Zusammenarbeit wurde eine mobile App und eine Kryptowährung für den Fußballverein entwickelt. Ziel ist es, Giresunspor-Fans an Kryptowährungen heranzuführen und ihnen über die Anwendung verschiedene Vorteile zu bieten. Bitexen hat auch den GRS Token, den Fan-Token von Giresunspor, auf seiner Plattform gelistet, nachdem er in zwei Vorverkaufsoptionen angeboten wurde. |
| Çaykur Rizespor                                       | Türkei                       | Çaykur                                                              | Getränke                                                | 1991 wurde der Verein in „Çaykur Rizespor“ umbenannt, da er seitdem von der türkischen Teefirma Çaykur gesponsert wird. |
| Bellona Kayserispor                                   | Türkei                       | Bellona                                                             | Industrie                                               | Kayserispor hatte in der Vergangenheit mehrere Namensponsoren, wie mit İstikbal, HES Kablo, Mondihome und Yukatel. Seit 2024 ist der aktuelle Sponsor im Vereinsnamen Bellona, eine wissenschaftsbasierte und lösungsorientierte Klimaschutz- und Umweltorganisation. |
| Atakaş Hatayspor                                      | Türkei                       | Atakaş Group of Companies                                           | Stahl                                                   | Am 26. August 2020 wurde die Atakaş Group of Companies Namenssponsor von Hatayspor. |
| Medical Park Antalyaspor                              | Türkei                       | Medical Park Hospitals Group                                        | Gesundheit                                              | In der Saison 2010/11 einigten sich Antalyaspor und die Krankenhauskette Medical Park auf ein Namenssponsoring. So trug der Verein während der Vertragsdauer in seinem Namen die temporäre Namenserweiterung Medical Park. |
| Bruk-Bet Termalica Nieciecza                          | Polen                        | Bruk-Bet                                                            | Design                                                  | Wird von Bruk-Bet Termalica gesponsort und trägt die Firma seit 2003/04 im Vereinsnamen. |
| FK Gazprom Transgaz Stavropol                         | Russland                     | Gazprom                                                             | Öl und Gas                                              | War ein bis 2014 existierender Fußballverein, der von Gazprom gegründet und gesponsort wurde. |
| FC SOYUZ-Gazprom Izhevsk                              | Russland                     | Gazprom                                                             | Öl und Gas                                              | Der Verein existierte von 1988 bis 2011 und gehörte dem Öl- und Gasunternehmen Gazprom. |
| FC Gazovik Orenburg                                   | Russland                     | Gazprom                                                             | Öl und Gas                                              | Bis Mai 2016 hieß der Verein FC Gazovik Orenburg, wo Gazprom bis heute noch der Eigentümer ist. |
| Telekom Malaysia FC                                   | Malaysia                     | Telekom Malaysia                                                    | Internetanbieter                                        | Der Verein gehörte den Kommunikationskonzern Telekom Malaysia an und trägt das Unternehmen bis heute noch im Vereinsnamen. |
| Togo Telecom FC                                       | Togo                         | Telco Togocom                                                       | Internetanbieter                                        | Benannt und gesponsort vom Telekommunikationskonzern telco Togocom (früher Togo Telecom). |
| FK Transinvest                                        | Litauen                      | Transekspedicija UAB                                                | Spedition                                               | Der 2021 gegründete Verein wurde später in FK TransINVEST umbenannt und ist eng mit dem litauischen Speditionsunternehmen Transekspedicija UAB verbunden. |
| Desportivo Sonangol do Namibe                         | Angola                       | Sonangol                                                            | Öl und Gas                                              | Der Atlético Petróleos do Namibe wurde 1986 als Desportivo Sonangol do Namibe gegründet und gehörte dem Unternehmen Senangol. |
| Angola Toyota Luanda (Futsal)                         | Angola                       | Toyota                                                              | Automobil                                               | Benannt nach einem japanischen Automobilhersteller Toyota. |
| Muger Cement                                          | Äthiopien                    | Mugher Cement                                                       | Zement                                                  | Gegründet und gesponsort vom staatlichen Zementfabrik Mugher Zement in Äthiopien. |
| Building Construction                                 | Äthiopien                    | Building Construction                                               | Bau                                                     | Benannt nach einem äthiopischen Bauunternehmen in Addis Abeba. |
| Diamond Trust Bank FC                                 | Tansania                     | Diamond Trust Bank                                                  | Bankenwesen                                             | Benannt und gesponsort von der Diamond Trust Bank Group. |
| Uganda Commercial Bank FC                             | Uganda                       | Uganda Commercial Bank                                              | Bankenwesen                                             | Benannt und gesponsort von der ehemaligen ugandischen Staatsbank Uganda Commercial Bank. |
| Thai Farmers Bank FC                                  | Thailand                     | Thai Farmers Bank                                                   | Bankenwesen                                             | Thai Farmers Bank Football Club war ein Fußballverein aus Bangkok und gehörte der Thai Famers Bank an. |
| Bangkok Bank FC                                       | Thailand                     | Bangkok Bank                                                        | Bankenwesen                                             | Bangkok Bank FC war ein von 1955 bis 2008 existierender Fußballverein, der sowohl den Namen als auch das Firmenlogo des Eigentümers der Bangkok Bank übernommen hatte. |
| Nippon TV Tokyo Verdy Beleza                          | Japan                        | Nippon TV                                                           | TV                                                      | 1999 wurde der Frauenfußballverein von Nippon TV übernommen und wurde im Jahr 2000 in Nippon TV Beleza umbenannt. |
| SC Rheindorf Altach                                   | Österreich                   | Cashpoint und ENJO                                                  | Sportwetten und Reinigungsartikelhersteller             | Nach dem Einstieg der Firma „Enjo“ hieß der Verein bis 2005 Enjo SC Rheindorf Altach. Durch einen Sponsorenwechsel in der Winterpause 2005/06 zu dem Sportwettenanbieter Cashpoint änderte sich der Vereinsname hin zu Cashpoint SC Rheindorf Altach. |
| FK Austria Memphis MAGNA                              | Österreich                   | Memphis und Magna International                                     | Automobil und Tabak                                     | Im Jahr 1977 wurde die Zigarettenmarke Memphis Haupt- und Namenssponsor des Vereins. Nach 27 Jahren musste die Austria die Zusammenarbeit aufgrund des österreichischen Tabakgesetzes beenden. Der Automobilzulieferer Magna International blieb alleiniger Hauptsponsor, woraufhin der Verein sich 2004 in FK Austria Magna umbenannte. |
| SV Klöcher Bau Oberwart                               | Österreich                   | Klöcher Bau                                                         | Bau                                                     | Der Verein trägt aktuell den Namen des österreichischen Bauunternehmens Klöcher Bau als Sponsor. |
| SV druckmittel.at Gloggnitz                           | Österreich                   | druckmittel.at                                                      | Druck                                                   | Der Verein trägt aktuell den Namen des österreichischen Druckerei druckmittel.at als Sponsor. |
| Union Raiffeisen Gurten                               | Österreich                   | Raiffeisen                                                          | Bank                                                    | Der Verein trägt aktuell den Namen Raiffeisen als Sponsor. |
| SC BauerBikes Weiz                                    | Österreich                   | BauerBikes                                                          | Fahrrad                                                 | Der Verein trägt aktuell den Namen des österreichischen Fahrradherstellers BauerBikes als Sponsor. |
| SC Austro Fiat Wien                                   | Österreich                   | ÖAF                                                                 | Automobil                                               | Der SC Austro Fiat Wien wurde als Firmenmannschaft der Austro-Fiat-Werke in Floridsdorf ins Leben gerufen und vom erfahrenen früheren FAC-Manager Ziegler betreut. |
| FC Eurotours Kitzbühel                                | Österreich                   | Eurotours International                                             | Tourismus                                               | Der Verein trägt aktuell den Namen des österreichischen Reiseunternehmens Eurotours als Sponsor. |
| SC EGLO Schwaz                                        | Österreich                   | EGLO                                                                | Lampen                                                  | Der Verein trägt aktuell den Namen des österreichischen Leuchtenherstellers EGLO als Sponsor. |
| SC Röfix Röthis                                       | Österreich                   | Röfix                                                               | Baustoff                                                | Der Verein trägt aktuell den Namen des österreichischen Bau- und Baustoffunternehmens Röfix als Sponsor |
| FCM Flyeralarm Traiskirchen                           | Österreich                   | Flyeralarm                                                          | Onlinedruckerei                                         | Der Verein trägt aktuell den Namen des deutschen Online-Druck- und Werbeunternehmens Flyeralarm als Sponsor. |
| SV SPORTASTIC Spittal                                 | Österreich                   | SPORTASTIC                                                          | Sporthandel                                             | Seit dem Jahr 2021 ist das Oberkärntner Unternehmen SPORTASTIC Namensgeber des Vereins, der fortan SV SPORTASTIC Spittal heißt. |
| DSV Leoben GGMT Revolution                            | Österreich                   | GGMT                                                                | Telekommunikation                                       | Der Verein trägt aktuell den Namen des österreichischen Telekommunikations- und Softwareunternehmens GGMT als Sponsor. |
| SC Gaswerk VIII Wien                                  | Österreich                   | Gaswerk                                                             | Gas                                                     | Der SC Gaswerk Wien war 1928 als Betriebssportverein in Sankt Veit gegründet worden und entwickelte sich bald zu einem der erfolgreichsten Vereine der VAFÖ. |
| SV Sparkasse Leobendorf                               | Österreich                   | Sparkasse                                                           | Bankenwesen                                             | Der Verein trägt aktuell den Namen der österreichischen Bankengruppe Sparkasse als Sponsor. |
| ASK Sparkasse Stadtwerke Voitsberg                    | Österreich                   | Sparkasse                                                           | Bankenwesen                                             | Der Verein trug beim ÖFB-Cup 2022/23 den Namen der österreichischen Bankengruppe Sparkasse als Sponsor. |
| SC Sparkasse Imst 1933                                | Österreich                   | Sparkasse                                                           | Bankenwesen                                             | Der Verein trägt aktuell den Namen der österreichischen Bankengruppe Sparkasse als Sponsor. |
| Club Deportivo Filanbanco                             | Ecuador                      | Filanbanco                                                          | Bankwesen                                               | Gegründet wurde der Verein 1979 von Filanbanco, eine der größten Banken Ecuadors. |
| CD La Equidad Seguros                                 | Kolumbien                    | La Equidad Seguros                                                  | Versicherung                                            | Benannt nach La Equidad Seguros einem kolumbianischen Versicherungsunternehmen. |
| CS Emelec                                             | Ecuador                      | Empresa Eléctrica del Ecuador                                       | Elektronik                                              | Am 28. April 1929 gründete George Capwell, ein US-Amerikaner, der Direktor der Elektrizitätsgesellschaft Empresa Eléctrica del Ecuador (EMELEC) war, mit Freunden, Bediensteten seines Unternehmens und anderen Sportlern gemeinsam den Sportclub EMELEC. |
| FC Carl-Zeiss Jena                                    | Deutschland                  | Carl Zeiss                                                          | Feinmechanik/Optik                                      | Am 13. Mai 1903 wurde der Fußball-Klub der Firma Carl Zeiß Jena gegründet. Ihm gehörten anfangs ausschließlich Angestellte der Firma Carl Zeiss an. |
| SV Röchling Völklingen                                | Deutschland                  | Röchling Gruppe                                                     | Stahl                                                   | Am 9. Mai 1966 übernahm der Klub den Namen der Stahldynastie Röchling, deren Völklinger Hütte der größte Arbeitgeber der Stadt und Förderer des SV 06 war. |
| Gummi-Mayer Landau                                    | Deutschland                  | Gummi-Mayer                                                         | Autoreifen                                              | Im Juli 1970 hatte der ASV Landau eine Partnerschaft mit der Firma Gummi-Mayer und nannte sich fortan Gummi Mayer Landau um. 1979 wurde die Zusammenarbeit beendet. |
| FC Sheriff Tiraspol                                   | Moldau                       | Sheriff                                                             | Einzelhandel                                            | Hauptsponsor und Besitzer des Vereins ist Sheriff, das größte Unternehmen Transnistriens mit Sitz in Tiraspol. |
| FK Flyeralarm Admira Wacker Mödling                   | Österreich                   | Flyeralarm                                                          | Onlinedruckerei                                         | Im März 2017 wurde der Sponsor Flyeralarm im Logo und im Namen einbezogen. |
| JEF United Ichihara Chiba                             | Japan                        | Furukawa Electric und East Japan Railway Company                    | Elektronik und Eisenbahn                                | Der Verein geht zurück auf den Furukawa Electri SC, eine Werksmannschaft des gleichnamigen Elektronikkonzerns. 1991 fusioniert der Verein mit der japanischen Staatsbahn Japan Railway East und nannte sich East Japan JR Furukawa FC. |
| Sumitomo Metal Industries Factory FC                  | Japan                        | Sumitomo Metal Industries, Ltd.                                     | Stahl                                                   | Der Verein wurde 1947 als Sumitomo Metal Industries Factory Football Club in Osaka gegründet und zog 1975 nach Kashima, Ibaraki um. Heute kennt man den Verein als Kashima Antlers. |
| Hitachi SC                                            | Japan                        | Hitachi                                                             | Energie                                                 | Der Verein wurde 1939 gegründet und 1940 offiziell als Firmenmannschaft Hitachi, Ltd. Soccer Club in Kodaira, Tokio, gegründet. Heute ist der Verein bekannt als Kashiwa Reysol. |
| Yanmar Diesel FC                                      | Japan                        | Yanmar                                                              | Maschinen                                               | Der Club, der ursprünglich Yanmar Diesel hieß , begann 1957 als Firmenmannschaft von Yanmar. Heute ist der Verein bekannt als Cerezo Osaka. |
| Mazda SC                                              | Japan                        | Mazda                                                               | Automobil                                               | Wurde 1938 als Werkstram vom Mazda-Konzern gegründet. Heute ist der Verein bekannt als Sanfrecce Hiroshima. |
| Nissan Motors FC                                      | Japan                        | Nissan                                                              | Automobil                                               | Wurde als Werksmannschaft 1972 von Nissan Motors gegründet. Heute bekannt als Yokohama F. Marinos. |
| Toyota Industries SC                                  | Japan                        | Toyota Industries                                                   | Maschinen                                               | Wurde 1946 als Werksmannschaft von Toyota Industries gegründet. |
| Yamaha F.C.                                           | Japan                        | Yamaha Motor                                                        | Motorrad                                                | Gegründet wurde Júbilo im Jahr 1972 unter dem Namen Yamaha Hatsudōki Soccer-bu, englisch Yamaha F.C., als Werksmannschaft des Motorradherstellers Yamaha. Heute bekannt als Júbilo Iwata. |
| Mitsubishi Motors Mizushima FC                        | Japan                        | Mitsubishi Motors                                                   | Automobil                                               | Der Verein wird von Mitsubishi Motors gesponsort. |
| Nippon Steel Yawata SC                                | Japan                        | Nippon Steel                                                        | Stahl                                                   | Yahata Steel SC wurde 1950 als Werksmannschaft des Unternehmens Yahata Steel gegründet , das 1970 mit Fuji Steel zu Nippon Steel fusionierte |
| Cosmo Oil Yokkaichi SC                                | Japan                        | Cosmo Oil                                                           | Öl                                                      | |
| Ain Food SC                                           | Japan                        | Ain Food                                                            | Lebensmittel                                            | |
| Urawa Red Diamonds                                    | Japan                        | Mitsubishi Motor                                                    | Auto                                                    | Im April 1992 wurde der Verein von Mitsubishi gegründet und hieß fortan Mitsubishi Urawa Football Club. Im Februar 1996 wurde der Verein in Urawa Red Diamonds umbenannt, inspiriert an das Firmenlogo. |
| Kawasaki Steel Soccer Club                            | Japan                        | Kawasaki Heavy Industries                                           | Stahl                                                   | Der heutige Club Vissel wurde 1966 als Kawasaki Seitetsu Mizushima Soccer-bu gegründet. 1987 wurde der Name auf Kawasaki Seitetsu Soccer-bu (Kawasaki Steel Soccer Club) verkürzt. Eigentümer des Clubs war der große Stahlkonzern Kawasaki Steel. |
| NY/NJ MetroStars                                      | USA                          | MetroMedia                                                          | Radio/TV                                                | Clubbesitzer Hans Müller und Stuart Subotnick waren Führungskräfte bei der Firma MetroMedia, wofür „Metro“ im Vereinsname steht. |
| SK Sigma Olmütz                                       | Tschechien                   | Sigma                                                               | Großpumpen                                              | 1966 wurde der Klub in TJ Sigma MŽ Olomouc umbenannt. Sigma ist ein Großpumpenhersteller aus der Gemeinde Lutín im Kreis Olomouc. |
| Fehérvár FC                                           | Ungarn                       | Videoton, Parmalat und MOL Group                                    | Elektronik, Lebensmittel und Öl/Gas                     | Der Fehérvár FC hatte von 1962 bis 1993 und von 1996 bis Juni 2019 Videoton im offiziellen Vereinsname. 1993 bis 1996 hieß der Verein kurz Fehérvár-Parmalat FC. Im Juli 2018 bis 2023 war die MOL Group Hauptsponsor des Vereins, demnach dieser MOL Fehérvar FC umbenannt wurde. |
| SV Chio Waldhof                                       | Deutschland                  | Intersnack                                                          | Snacks                                                  | Aufgrund finanzieller Schwierigkeiten, nannte sich der Verein in SV Chio Waldhof 07 um und erhielt dafür 190.000 DM von der Firma Chio Chips. 1978 kehrte er zu SV Waldhof Mannheim zurück. |
| RB Leipzig                                            | Deutschland                  | Red Bull GmbH                                                       | Getränke                                                | Im Jahr 2009 wurde RB Leipzig vom österreichischen Energy-Drink-Hersteller Red Bull gegründet. Ursprünglich sollte der Verein Red Bull Leipzig heißen, was jedoch aufgrund der Satzung des DFB nicht möglich war, da Namensgebungen zu Werbezwecken nicht zulässig sind. Obwohl der Verein offiziell RasenBallsport Leipzig heißt, sollte die Abkürzung RB an Red Bull erinnern. |
| FC Red Bull Salzburg                                  | Österreich                   | Red Bull GmbH                                                       | Getränke                                                | Gegründet als SV Austria Salzburg, wurde die Salzburg Sport AG 2005 von der Red Bull GmbH zu 100 Prozent übernommen und in FC Red Bull Salzburg umbenannt. |
| Red Bull Bragantino                                   | Brasilien                    | Red Bull GmbH                                                       | Getränke                                                | Im März 2019 übernahm Red Bull den Klub CA Bragantino und firmiert seit 2020 unter diesem Namen. |
| Red Bull Brasil                                       | Brasilien                    | Red Bull GmbH                                                       | Getränke                                                | RB Brasil wurde 2007 vom österreichischen Getränkehersteller Red Bull gegründet, konnte jedoch kaum sportliche Erfolge vorweisen. Nachdem CA Bragantino von Red Bull übernommen wurde, wurde RB Brasil zur Reserve-Fußballmannschaft von Red Bull Bragantino. |
| New York Red Bulls                                    | USA                          | Red Bull GmbH                                                       | Getränke                                                | 2006 nach der Übernahme des MLS-Gründungsmitglieds New York/New Jersey MetroStars, wurde das Team in New York Red Bulls umbenannt |
| Red Bull Ghana                                        | Ghana                        | Red Bull GmbH                                                       | Getränke                                                | Der Verein wurde 2008 als Akademie gegründet und erreichte 2009 unter den Namen Red Bull Ghana die Division 2. |
| RB Ōmiya Ardija                                       | Japan                        | Red Bull GmbH                                                       | Getränke                                                | Der Verein wurde 1969 als Werksmannschaft des Telekommunikations-Staatsbetriebes NTT unter dem Namen NTT Kantō Football Club, gegründet und ab 1999 als Ōmiya Ardija. Der Verein wurde 2024 zu 100 % von der Red Bull GmbH übernommen und änderte ihr Name, sowie ihr Logo. |
| FC Zlín                                               | Tschechien                   | Tesoma, Fastav und Trinity                                          | Küchenutensilien                                        | Der FC Zlín hatte im Laufe der Jahre mehrere Sponsoring-Namen. Der erste war 2002 der Küchenutensilienhersteller Tescoma, gefolgt von der Supermarkt-Kette Fastav im Jahr 2012 und zuletzt der Trinity Bank im Jahr 2022. |
| RZ Pellets Wolfsberger AC                             | Österreich                   | RZ Pellets                                                          | Holz                                                    | Aufgrund des Sponsorings wurde das Team ab der Saison 2014/15 als RZ Pellets WAC bekannt. |
| Chicken Inn FC                                        | Simbabwe                     | Chicken Inn                                                         | Fast-Food                                               | Chicken Inn ist die größte Fast-Food-Kette in Simbabwe und der Hauptsponsor des Vereins. |
| SK Sturm Graz                                         | Österreich                   | Brauerei Puntigam, Durisol, Raiffeisen und Stabil Fenster und Türen | Bier, Baustoffe, Bank und Fenster- und Türenherstellung | Sturm Graz war 1969 der erste österreichische Verein der höchsten Spielklasse, der einen Hauptsponsor in seinen Vereinsnamen aufnahm. Seit damals hatte Sturm insgesamt vier Hauptsponsoren. SK Sturm Durisol Graz, SK Raika Sturm Graz, SK Stabil Fenster Sturm Graz und seit 1996 SK Puntigamer Sturm Graz. |
| Sporting Cristal                                      | Peru                         | Cristal                                                             | Getränke                                                | Benannt nach der örtlichen Brauerei Cristal. |
| Team Thorengruppen SK                                 | Schweden                     | Thorengruppe                                                        | Bildung                                                 | 2005 von der Thorengruppe als Sportverein gegründet. |
| TSV Hartberg                                          | Österreich                   | Sparkasse und Egger Glas                                            | Bankenwesen und Glas                                    | Aktuell heißt der Verein TSV Egger Glas Hartberg, aufgrund eines Namenssponsoring. In den 1970er Jahren war Sparkasse der Hauptsponsor und hieß demnach TSV Sparkasse Hartberg. |
| SV Austria Salzburg                                   | Österreich                   | Sparkasse, Gerngross, Casinos Austria und Wüstenrot Bank            | Bankenwesen, Kaufhaus und Casino                        | Auch vor der Übernahme durch Red Bull änderte die Austria ihren Namen häufig aufgrund von Sponsoren. Von 1973 bis 1976 hieß der Verein SV Gerngroß Austria Salzburg, von 1976 bis 1978 SV Sparkasse Austria Salzburg, von 1978 bis 1997 SV Casino Salzburg und von 1997 bis 2005 SV Wüstenrot Salzburg. |
| WSG Swarovski Tirol                                   | Österreich                   | Swarovski KG                                                        | Glas                                                    | Der Fußballverein wurde im April 1930 von Arbeitern aus Wattener Industriebetrieben, wie der Glasschleiferei Swarovski. |
| FC Superfund                                          | Österreich                   | PlusCity                                                            | Einzelhandel                                            | Am 21. Juli 2003 nannte sich der Verein aufgrund eines Namenssponsoring in FC Superfund um. Später in SV PlusCity Pasching, bis dieser im Mai 2007 nach Klagenfurt verlegt wurde. |
| SV Guntamatic Ried                                    | Österreich                   | Guntamatic Heiztechnik                                              | Holz-, Biomasse und Heizung                             | Unter Miteinbeziehung des seit dem 15. Juni 2016 aktiven Sponsors trägt der Verein derzeit den offiziellen Namen SV Guntamatic Ried (zuvor SV Josko Ried). |
| SC Interwetten.com                                    | Österreich                   | Interwetten                                                         | Sportwetten                                             | Von 2001 bis 2004 war Interwetten Hauptsponsor vom SC Untersiebenbrunn. |
| SC Sparkasse Zwettl                                   | Österreich                   | Sparkasse                                                           | Bankwesen                                               | Benannt nach dem aktuellen Hauptsponsor der Sparkasse. |
| 1. Wiener Neustädter SC                               | Österreich                   | Magna International und Mevlüt Arslan                               | Automobil und Versicherung                              | 2008 beschloss der in finanziellen Schwierigkeiten steckende Erstligist SC Schwanenstadt in einer Generalversammlung die Verlegung seines Vereinssitzes nach Niederösterreich und damit einhergehend seine Umbenennung in FC Magna Wiener Neustadt. Von 2021 bis 2023 war Mevlüt Arslan mit seinem Versicherungsunternehmen Sponsor des 1. MAV Wiener Neustädter SC. |
| USV Raiffeisenbank Weindorf St. Anna am Aigen         | Österreich                   | Raiffeisen Bank International                                       | Bankwesen                                               | Benannt nach dem aktuellen Hauptsponsor der Raiffeisen Bank International. |
| World-of-Jobs VfB Hohenems                            | Österreich                   | World-of-Jobs                                                       | Jobsuche                                                | Benannt nach dem aktuellen Hauptsponsor der Seite World-of-Jobs. |
| SV Licht-Loidl Lafnitz                                | Österreich                   | Licht Loidl                                                         | Elektronik                                              | Mit der Übernahme der Obmannstelle durch Bernhard Loidl, der schon zuvor den Verein mit seiner Firma Licht Loidl als Sponsor unterstützte, im Jahr 2009, gelangen dem Verein große sportliche Erfolge. |
| DSC WONISCH Installationen                            | Österreich                   | WONISCH Installationen                                              | Elektronik                                              | Heute ist der Verein unter dem Namen Deutschlandsberger SC bekannt. |
| SV Bauwelt Koch Mattersburg                           | Österreich                   | Bauwelt Koch                                                        | Bauen                                                   | 2021 integrierte der SV Mattersburg für ein Jahr seinen Sponsor Bauwelt Koch im Clubnamen. |
| SKU Ertl Glas Amstetten                               | Österreich                   | Ertl Glas                                                           | Glas                                                    | Benannt nach dem aktuellen Hauptsponsor Ertl Glas. |
| FC Lendorf                                            | Österreich                   | Lebensraum Immobilien und Hand in Hand Werker                       | Immobilien und Handwerk                                 | Bis 2020 heiß der Verein aufgrund eines Namenssponsor FC Lebensraum Immobilien Lendorf. Heute heißt dieser Hand in Hand werker Lendorf. |
| Austria XII Auhof Center                              | Österreich                   | Auhof Center                                                        | Kaufhaus                                                | Benannt nach dem aktuellen Hauptsponsor Auhof Center. |
| Sisport Fiat Torino                                   | Italien                      | Fiat                                                                | Automobil                                               | Benannt nach dem Automobilherstellers Fiat. |
| Airbus UK Broughton FC                                | Wales                        | Airbus UK                                                           | Luftfahrtfabrik                                         | Er entstand als Werksmannschaft der Airbus UK-Luftfahrtfabrik, in der die Tragflächen der Airbus-Flugzeuge hergestellt werden, und trägt daher auch die Spitznamen „The Wingmakers“ oder „The Planemakers“ . |
| Total Network Solutions Llansantffraid FC             | Wales                        | Total Network                                                       | IT                                                      | Im Jahr 1996 schloss eine IT-Firma aus dem nahegelegenen Oswestry namens Total Network Solutions einen Sponsoringvertrag im Wert von 250.000 £ mit dem Verein ab. Infolgedessen änderte der Llansantffraid FC seinen Namen in Total Network Solutions Llansantffraid FC (TNS FC). Der Verein etablierte sich fortan unter dem Spitznamen „The Saints“ sowie der Abkürzung TNS FC. Nach dem Ende der Zusammenarbeit im Jahr 2006 wurde der Verein in The New Saints FC umbenannt, wodurch das Kürzel TNS erhalten blieb. |
| FC WIT Georgia Tiflis                                 | Georgien                     | WIT                                                                 | Tierfutter                                              | Der Verein wurde 1968 als Morkinali Tbilisi gegründet. 1997 benannte man den Klub nach der Tierfutterfirma WIT Georgia Company um. |
| FC Iberia 1999                                        | Georgien                     | Iberia Business Group                                               | Immobilien und Medien                                   | FC Iberia 1999 Tiflis wurde 2005 von der Iberia Business Group gekauft. Lange verwendete man noch den alten Namen FC Saburtalo Tiflis. |
| Inter Baku                                            | Aserbaidschan                | Internationale Bank von Aserbaidschan                               | Bank                                                    | Im Sommer 2004 übernahm die Internationale Bank von Aserbaidschan die Rechte am Khazar-University-Klub und benannte ihn in Inter Baku Professional Football Club um. Im Oktober 2017 erfolgte eine weitere Umbenennung in Keşla FK. |
| AshantiGold SC                                        | Ghana                        | Anglogold Ashanti                                                   | Bergbau                                                 | Er wurde im Jahr 1978 als Obuasi Goldfields Sporting Club Ltd. gegründet und im April 2004 nach dem Kauf durch Anglogold Ashanti umbenannt. |
| Bayer 04 Leverkusen                                   | Deutschland                  | Bayer AG                                                            | Pharma                                                  | Gegründet als Werksmannschaft von Mitarbeitern der Bayer AG. |
| SV Bayer Uerdingen 08                                 | Deutschland                  | Bayer AG                                                            | Pharma                                                  | Gegründet als Werksmannschaft von Mitarbeitern der Bayer AG. |
| TSV Bayer Dormagen                                    | Deutschland                  | Bayer AG                                                            | Pharma                                                  | Gegründet als Werksmannschaft von Mitarbeitern der Bayer AG. |
| SV Bayer Wuppertal                                    | Deutschland                  | Bayer AG                                                            | Pharma                                                  | Gegründet als Werksmannschaft von Mitarbeitern der Bayer AG. |
| TSV Georgii Allianz Stuttgart                         | Deutschland                  | Allianz SE                                                          | Versicherung                                            | Gegründet 1899 als Betriebssportverein des Allgemeinen Deutschen Versicherungsvereins unter dem Namen Beamtenturnerbund, später umbenannt zu Ehren von Theodor Georgii. |
| Bidvest Wits FC                                       | Südafrika                    | Bidvest Group                                                       | Handel und Dienstleistung                               | Benannt nach dem aktuellen Hauptsponsor. |
| CD Cruz Azul                                          | Mexiko                       | La Cruz Azul S.A.                                                   | Zement                                                  | Der Verein wurde am 22. März 1927 von Arbeitern der Zementfabrik „La Cruz Azul S.A.“ in der Stadt Jasso, Hidalgo gegründet. |
| Jeonbuk Hyundai                                       | Südkorea                     | Hyundai                                                             | Auto                                                    | 1993 gründete Oh Hyung-Kun den Wansan FC, hatte jedoch nicht genügend Geld zusammenbekommen. Im Dezember 1994 sprang das Unternehmen Hyundai Motors als Sponsor und Besitzer des Franchises ein. |
| NK Slaven Belupo                                      | Kroatien                     | Belupo und Bilokalnik                                               | Pharma und Papier                                       | Ab 1992 hieß der Verein NK Slaven Bilokalnik nach seinem Sponsor, dem Unternehmen Bilokalnik. Neuer Hauptsponsor und Namensgeber wurde im Jahre 1994 das kroatische Pharmazeutik-Unternehmen Belupo. |
| NK Varteks Varaždin                                   | Kroatien                     | Varteks                                                             | Textil                                                  | Der Verein wurde 1932 unter dem Namen Slavija Varaždin gegründet und im Jahr 1945 in Tekstilac (Ableitung von „Textil“; die Textilindustrie war zu dieser Zeit in Varaždin vorherrschend) umbenannt. 1958 erfolgte eine weitere Namensänderung hin zum heute bekannten Namen VARTEKS Varaždin (VAR steht für Varaždin, TEKS steht wiederum für die Textilindustrie). Die in Varaždin ansässige Textilfirma VARTEKS d.o.o. war bis vor einiger Zeit auch Hauptsponsor des Vereins. |
| FK Liepājas Metalurgs                                 | Lettland                     | Liepājas Metalurgs                                                  | Metal                                                   | Bis zur Insolvenz des Metalverarbeitungsunternehmen Liepajas Metalurgs, nach diesen benannt. |
| OHH Lincoln Ladies                                    | England                      | OOH Media PLC                                                       | Medien                                                  | Die Frauen-Fußballabteilung von Lincoln hatte von 2008 bis 2010 eine Partnerschaft von Ray Trews OHH Media PLC und wurde als OOH Lincoln Ladies bezeichnet. |
| PSV Eindhoven                                         | Niederlande                  | Philips                                                             | Elektrogeräte                                           | Die Philips’ Sport Vereniging Eindhoven wurde am 31. August 1913 als Werksverein des Philips-Konzerns gegründet. |
| SCG Muangthong United FC                              | Thailand                     | Siam Cement Group                                                   | Zement                                                  | Im Jahr 2012 wurde die Siam Cement Group (SCG) Hauptsponsor und erwarb auch die Namensrechte an Verein und Stadion. |
| Supersport United FC                                  | Südafrika                    | M-net TV SuperSport                                                 | TV                                                      | M"net Telekommunikations „SuperSport“ kaufte im Juli 1994 Pretoria City FC. Die Strategie hinter der Übernahme waren Vorteile bei Fernsehrechten, sowie einen weiteren sportlich relevanten Fußballverein in Südafrika aufzubauen. |
| Suwon Samsung Bluewings FC                            | Südkorea                     | Samsung                                                             | Elektrogeräte                                           | Suwon Samsung Bluewings wurde im Dezember 1995 gegründet und trat 1996 der K League 1 bei |
| SV Wacker Burghausen                                  | Deutschland                  | Wacker Chemie                                                       | Chemie                                                  | Am 13. November 1930 wurde der SV Wacker Burghausen von Arbeitern der Wacker Chemie gegründet. |
| Technogroup Welshpool Town                            | Wales                        | Technogroup                                                         |                                                         | Im Sommer 2011 endete die Sponsoring-Vereinbarung. |
| Ulsan Hyundai FC                                      | Südkorea                     | Hyundai                                                             | Auto                                                    | Das Franchise wurde 1983 als Hyundai Football Club gegründet und Anfang der 1990er Jahre wurde das Franchise nach Ulsan umgesiedelt und in Ulsan Hyundai FC umbenannt. |
| Lucky-Goldstar Hwangso Football Club oder LG Cheetahs | Südkorea                     | Lucky-Goldstar/LG Groupe                                            | Elektro                                                 | Der Verein hieß ursprünglich Lucky-Goldstar Hwangso Football Club. Er gehörte der Lucky-Goldstar Group und wurde von ihr finanziell unterstützt. 1991 in LG Cheetahs umbenannt. |
| Busan IPark                                           | Südkorea                     | Daewoo/IPark                                                        | Auto                                                    | Das Franchise wurde 1983 von der Firma Daewoo gegründet und zunächst unter diesem Namen geführt. Nach finanziellen Schwierigkeiten von Daewoo Ende der 1990er-Jahre übernahm die Hyundai-Abteilung I’Park den Klub, der daraufhin in Busan I’cons umbenannt wurde. Seit 2005 trägt der Verein den Namen Busan I’Park. |
| Bashundhara Kings                                     | Bandladesch                  | Bashundhara-Gruppe                                                  | Imobilien                                               | Benannt nach dem Mischkonzern und Imobilienunternehmen der Bashundhara-Gruppe. |
| Wauxhall Motors FC                                    | England                      | Vauxhall Motors                                                     | Autofabrik                                              | Vauxhall Motors F.C. wurde 1963 gegründet, kurz nach der Eröffnung des neuen Vauxhall Motors Car-Werks in Ellesmere Port, Cheshire. |
| Ceramica Cleopatra FC                                 | Ägypten                      | Cleopatra Group                                                     | Fliesen                                                 | benannt nach der ägyptischen Cleopatra Group, sowie der Königin Kleopatra VII. |
| Matchedje Maputo                                      | Mosambik                     | Matchedje Motors                                                    | Auto                                                    | Gegründet in Maputo von Arbeitern der Matchedje Motors. |
| Matchedje de Mocuba                                   | Mosambik                     | Matchedje Motors                                                    | Auto                                                    | Gegründet in Mocuba von Arbeitern der Matchedje Motors. |
| Grupo Desportivo Trans SK Company                     | Mosambik                     | SK Group                                                            | Misch (Finanzen, Logistik...)                           | |
| Team Kyffhäusersparkasse                              | Deutschland                  | Sparkasse                                                           | Bank                                                    | Gegründet 2000 von Kolleginnen und Kollegen der Kyffhäusersparkasse. |
| SC Opel Rüsselsheim                                   | Deutschland                  | Opel                                                                | Auto                                                    | Gegründet als SC Borussia Rüsselsheim, bestand die Mehrzahl der Spieler arbeitete bei Opel und fügten den Namen des Arbeitgebers hinzu, auf Hoffnung finanzieller Unterstützung. |
| SG Quelle Fürth                                       | Deutschland                  | Quelle                                                              | Versandhandel                                           | Am 1. Juni 1973 fusionierten mehrere Fürther Fußballabteilungen, darunter die Betriebssportmannschaft vom Quelle-Konzern. |
| Pepsi Football Academy                                | Nigeria                      | Pepsi                                                               | Getränke                                                | Die Pepsi Football Academy wurde im November 1992 von Kashimawo Laloko gegründet. Ursprünglich in Lagos ansässig, sicherte sich die Initiative 1994 die vollständige Unterstützung von Pepsi und trägt seitdem den Titel Pepsi Football Academy. |
| Škoda Pilsen                                          | Tschechien                   | Škoda                                                               | Auto                                                    | 1949 wurde SK Viktoria Plzeñ nach dem tschechischen Automobilhersteller Škoda benannt. Heute ist er als FC Viktoria Pilsen bekannt. |
| Škoda Xanthi                                          | Griechenland                 | Škoda Auto                                                          | Auto                                                    | 1991 übernahm VIAMAR S.A., der offizielle Importeur von Škoda-Fahrzeugen, die Aktienmehrheit des Clubs. Seitdem trug der Verein den Namen Skoda Xanthi. |
| Coca-Cola FC                                          | Ägypten                      | Coca-Cola                                                           | Getränke                                                | Der heute als Future FC bekannte Verein war seit seiner Gründung 2011 bis 2021 im Besitz der ägyptischen Niederlassung der Coca-Cola Company. |
| Sony Sendai FC                                        | Japan                        | Sony                                                                | Elektrogeräte und Unterhaltung                          | Der Verein wurde 1968 von Angestellten des Sony-Werks in Sendai gegründet. |
| Brera Calcio                                          | Italien                      | Brera Holding                                                       | Sport                                                   | Im Januar 2023 notierte eine Gruppe von in den USA ansässigen Investoren an der Nasdaq Stock Exchange Market ein Unternehmen namens Brera Holdings PLC, das gegründet wurde, um die reiche Geschichte von ESG-Themenprojekten von Brera FC sowie seine Expansion im Profifußball zu finanzieren: Dies führte zur Gründung eines Vereins in der zweiten Division von Mosambik (genannt Brera Tchumene FC und sofort in seiner ersten Saison gefördert) und zur Übernahme und anschließenden Umbenennung eines Vereins in Nordmazedonien, FC AP Brera. Im Jahr 2024 hat der Verein eine weitere Expansion in Asien (nämlich in der Mongolei) mit der Übernahme eines Vereins in der lokalen First Division abgeschlossen, der umgehend in Brera Ilch umbenannt wurde. |
| FK AP Brera Strumica                                  | Nordmazedonien               | Brera Holding                                                       | Sport                                                   | Im Januar 2023 notierte eine Gruppe von in den USA ansässigen Investoren an der Nasdaq Stock Exchange Market ein Unternehmen namens Brera Holdings PLC, das gegründet wurde, um die reiche Geschichte von ESG-Themenprojekten von Brera FC sowie seine Expansion im Profifußball zu finanzieren: Dies führte zur Gründung eines Vereins in der zweiten Division von Mosambik (genannt Brera Tchumene FC und sofort in seiner ersten Saison gefördert) und zur Übernahme und anschließenden Umbenennung eines Vereins in Nordmazedonien, FC AP Brera. Im Jahr 2024 hat der Verein eine weitere Expansion in Asien (nämlich in der Mongolei) mit der Übernahme eines Vereins in der lokalen First Division abgeschlossen, der umgehend in Brera Ilch umbenannt wurde. |
| Brera Ilch FC                                         | Mongolei                     | Brera Holding                                                       | Sport                                                   | Im Januar 2023 notierte eine Gruppe von in den USA ansässigen Investoren an der Nasdaq Stock Exchange Market ein Unternehmen namens Brera Holdings PLC, das gegründet wurde, um die reiche Geschichte von ESG-Themenprojekten von Brera FC sowie seine Expansion im Profifußball zu finanzieren: Dies führte zur Gründung eines Vereins in der zweiten Division von Mosambik (genannt Brera Tchumene FC und sofort in seiner ersten Saison gefördert) und zur Übernahme und anschließenden Umbenennung eines Vereins in Nordmazedonien, FC AP Brera. Im Jahr 2024 hat der Verein eine weitere Expansion in Asien (nämlich in der Mongolei) mit der Übernahme eines Vereins in der lokalen First Division abgeschlossen, der umgehend in Brera Ilch umbenannt wurde. |
| Brera Tchumene FC                                     | Mosambik                     | Brera Holding                                                       | Sport                                                   | Im Januar 2023 notierte eine Gruppe von in den USA ansässigen Investoren an der Nasdaq Stock Exchange Market ein Unternehmen namens Brera Holdings PLC, das gegründet wurde, um die reiche Geschichte von ESG-Themenprojekten von Brera FC sowie seine Expansion im Profifußball zu finanzieren: Dies führte zur Gründung eines Vereins in der zweiten Division von Mosambik (genannt Brera Tchumene FC und sofort in seiner ersten Saison gefördert) und zur Übernahme und anschließenden Umbenennung eines Vereins in Nordmazedonien, FC AP Brera. Im Jahr 2024 hat der Verein eine weitere Expansion in Asien (nämlich in der Mongolei) mit der Übernahme eines Vereins in der lokalen First Division abgeschlossen, der umgehend in Brera Ilch umbenannt wurde. |
| FC Obolon Kiew                                        | Ukraine                      | Obolon                                                              | Getränke                                                | Seit 1999 ist der Getränkehersteller Obolon der Hauptsponsor des Vereins und hieß zuvor FC Zmina Kiew. |
| Mercedes-Benz FC Milton                               | England                      | Mercedes-Benz                                                       | Auto                                                    | In den 1990er Jahren waren die Milton Keynes City FC unter den Namen Mercedes-Benz FC bekannt und wurde 2003 aufgelöst. |
| Ford FC                                               | Republik Irland              | Ford                                                                | Auto                                                    | Im Jahr 1921 ließ sich Harry Buckle, ein ehemaliger irischer Nationalspieler, in Cork nieder und begann für die Ford Motor Company zu arbeiten. Da er in der Stadt kaum oder gar keine Aktivitäten im Fußballbereich vorfand, gründete Buckle Ford F.C. und half anschließend, die in Cork ansässige South Munster League zu gründen, damit das Team dort spielen konnte. |
| Honda Lock SC                                         | Japan                        | Honda                                                               | Auto                                                    | Der Verein wurde 1964 von Mitarbeitern des Unternehmens Honda Lock, einer Tochtergesellschaft für Autoteile des Honda-Konzerns, als Betriebssportverein gegründet. |
| Honda FC                                              | Japan                        | Honda                                                               | Auto                                                    | Der Verein wurde 1971 als Werksmannschaft des gleichnamigen japanischen Konzerns gegründet. |
| FC KAMAZ Naberezhnye Chelny                           | Russland                     | KAMAZ                                                               | Auto                                                    | Benannt nachdem russischen Fahrzeughersteller KAMAZ. |
| FC Torpedo-ZiL Moskau                                 | Russland                     | ZiL                                                                 | Automobilwerke                                          | Das Team wurde 1997 gegründet, nachdem das ursprüngliche Torpedo Moskau aus der russischen ersten Spielklasse abgestiegen war. Zuvor war das Automobilwerk ZiL Eigentümer von Torpedo, doch dann wurde der Verein von SC Luzhniki übernommen. Kurz darauf beschloss ZiL, ihr eigenes Team wiederzubeleben. |
| Evian Thonon Gaillard                                 | Frankreich                   | Evian                                                               | Getränke                                                | Der Verein wurde ursprünglich als FC Gaillard gegründet und im Juli 2009 in Évian Thonon Gaillard FC umbenannt. Dabei bezieht sich „Évian“ nicht auf die gleichnamige Ortschaft in der Region, sondern auf die zur Danone-Gruppe gehörende Marke Évian. |
| Air India FC                                          | Indien                       | Air India                                                           | Flugzeuggesellschaft                                    | Benannt nach dem Hauptsponsor Air India. |
| RoundGlass Punjab FC                                  | Indien                       | RoundGlass Sports Pvt. Ltd                                          | Glas                                                    | Im April 2020 schloss RoundGlass Sports Pvt. Ltd. die Übernahme des I-League -Clubs Minerva Punjab ab und benannte ihn später im selben Jahr in RoundGlass Punjab um. |
| K-Electric FC                                         | Pakistan                     | K-Electric                                                          | Versorgung                                              | Betriebsmannschaft vom Versorgungsunternehmen K-Electric. |
| WAPDA F.C.                                            | Pakistan                     | Water & Power Development Authority                                 | Wasser                                                  | Der Water & Power Development Authority Football Club, kurz WADPA F.C., ist ein Werksverein der pakistanischen Wasser & Strombehörde. |
| RANS Cilegon FC                                       | Indonesien                   | RANS Entertainment                                                  | Unterhaltung                                            | Am 31. März 2021 wurde der Club von RANS Entertainment und Prestige Motorcars übernommen. Sie wurden in RANS Cilegon FC umbenannt. RANS ist ein Unternehmen im Besitz von Raffi Ahmad und Nagita Slavina, während Prestige ein Supersportwagen-Händler aus Nord-Jakarta ist. |
| PS Barito Putera                                      | Indonesien                   | Barito Pacific                                                      | Energie                                                 | Benannt nach der Energie-Unternehmen Barito Pacific |
| NIAC Partners                                         | Indonesien                   | New International Amusement Center                                  | Glückspiel                                              | NIAC stand für New International Amusement Center, ein großes Kasino in Surabaya in den 1970er Jahren. |
| FC Maruyasu Okazaki                                   | Japan                        | Maruyasu Kogyo                                                      | Automobil                                               | Der Verein wurde 1968 als Firmenmannschaft des Automobilzulieferers Maruyasu Kōgyō gegründet. |
| Türk Telekomspor                                      | Türkei                       | Türk Telekom                                                        | Internetanbieter                                        | Benannt nach dem Telekommunikationsunternehmen Türk Telekom. |
| Taiwan Power Company FC                               | Taiwan                       | Taiwan Power Company                                                | Versorgung                                              | Der Club wurde 1978 gegründet und ist mit Taiwan Power, dem nationalen Versorgungsunternehmen des Landes, verbunden. |
| Flying Camel FC                                       | Taiwan                       | Combined Logistics Command                                          | Militär                                                 | Das Team wurde am 21. Juli 1973 gegründet und gehörte zum Combined Logistics Command der Republik China. |
| Flight Skywalkers FC                                  | Taiwan                       | Flight International                                                | Flugzeuggesellschaft                                    | Benannt nach der taiwansischen Flugzeuggesellschaft Flight International. Heute ist der Verein als Taipei Red Lions FC bekannt. |
| Tatung FC                                             | Taiwan                       | Tatung                                                              | Elektro                                                 | Wurde von Tatung im Jahre 1969 und ist die älteste Werkself auf Taiwan. |
| Lao Toyota FC                                         | Laos                         | Toyota                                                              | Automobil                                               | Bis zur Umbenennung zu FC Chanthabouly, war der Verein nach dem Automobilhersteller Toyota benannt gewesen. |
| UkrAhroKom Holovkivka                                 | Ukraine                      | UkrAhroKom                                                          | Landwirtschaft                                          | 2010 gegründet und benannt nach UkrAhroKom einer Ackerbaukette und fusionierte später mit FC Oleksandriya. |
| Lufthansa SG Berlin                                   | DDR                          | Lufthansa                                                           | Flugzeuggesellschaft                                    | Die 1931 gegründete Sportgemeinschaft agierte bis 1935 unter der Bezeichnung Lufthansa SV Berlin. 1945 wurde dieser aufgelöst und später unterstützte dieser die BSG Lufthansa Berlin. |
| FUMS United                                           | Deutschland                  | FUMS                                                                | Online-Magazin                                          | 2020 vom deutschen Online-Sportmagazin FUMS in Bremen gegründet. |
| Guangzhou Evergrande                                  | China, VR                    | Evergrande Group                                                    | Immobilien                                              | Der Verein wurde 1954 als Guangzhou Football Team gegründet. Nachdem die Pharmaceutical Company im Jahr 2006 den Verein übernommen hatte, hieß er Guangzhou Pharmaceutical FC. Zur Saison 2010 wurde der Klub nach der Übernahme durch die Evergrande Real Estate Group in Guangzhou Evergrande umbenannt. |
| Shanghai SIPG                                         | China, VR                    | Shanghai International Port Group                                   | Flughafengesellschaft                                   | Vor der Saison 2013 wurde der Name abermals infolge eines Sponsordeals mit der Shanghai International Port Group verkauft, sodass der Verein aktuell Shanghai SIPG genannt wird. |
| Guangzhou R&F                                         | China, VR                    | Guangzhou R&F                                                       | Immobilien                                              | 2011 wurde der Immobilienvermittler Guangzhou R&F Besitzer und Namenssponsor des Vereins. |
| Henan Jianye FC                                       | China, VR                    | Jianye Residential Group                                            | Industrie                                               | Der Club gehört zur Jianye Residential Group, teil der Central China Real Estate Group. |
| Shandong Luneng Taishan FC                            | China, VR                    | Shandong Luneng                                                     | Windenergie                                             | Der Verein ist Eigentum der Shandong Luneng, einer Firmengruppe aus China, weshalb dieser Shandong Taishan FC hieß. |
| Beijing Guoan                                         | China, VR                    | Sinobo GuoanCITIC Group                                             | Finanzen                                                | Der Verein hieß aus Sponsoringgründen Beijing Sinobo Guoan FC und gehört zur CITIC Group, einem staatlich chinesischen Finanz- und Investmentunternehmen. |
| Jiangsu Suning                                        | China, VR                    | Suning Commerce Group                                               | Einzelhandel                                            | Eigentümer des Klubs war die Suning Appliance Commerce Group ein Schwesterunternehmen der Suning Commerce Group. |
| Tianjin Teda                                          | China, VR                    | Tianjin Economic and Technological Development Area                 | Finanzen                                                | 1998 wurde der Verein von der Wirtschaftsgruppe Tianjin Economic and Technological Development Area aufgekauft und trägt seither die Initialen TEDA im Vereinsnamen. |
| Hebei China Fortune                                   | China, VR                    | China Fortune Land Development                                      | Immobilien                                              | Im Januar 2015 wurde Hebei zu Hebei China Fortune, da das Unternehmen China Fortune Land Development den Klub übernahm. |
| R&F (Hongkong)                                        | Hong Kong                    | Guangzhou R&F                                                       | Imobilien                                               | Benannt nach dem Imobilienvermittler R&F und Farmteam des gleichnamigen chinesischen Guangzhou R&F. |
| SV Typico Lochau                                      | Österreich                   | Typico                                                              | Systemanbieter                                          | Benannt nach dem Systemanbieter im Bereich der textilen Kommunikation, der Typico GmbH, woher die graue Farbe des Vereins kommt. (Nicht zu verwechseln mit dem Sportwettenanbieter Tipico.) |
| SG Siemens Erlangen                                   | Deutschland                  | Siemens                                                             | Elektrogeräte                                           | Die Schwimmabteilung der SG Siemens Erlangen ist eine der ältesten Abteilungen in der Sportgemeinschaft. Später erhielt diese auch eine Fußballabteilung. |
| Volkswagen Clube (São Bernardo)                       | Brasilien                    | Volkswagen                                                          | Auto                                                    | Im Jahr 1965 existierte die Betriebssportmannschaft die Volkswagen Clube in São Bernardo gegründet. |
| FC Volkswagen Bratislava                              | Slowakei                     | Volkswagen                                                          | Auto                                                    | Der FC Volkswagen wurde 1995 von Arbeitern des Volkswagen-Werk Bratislava gegründet. |
| Ceres-Negros Football Club                            | Philippinen                  | Ceres Linar                                                         | Zement                                                  | Ursprünglich benannt nach dem Busunternehmen Ceres Liner, das zur Yanson Group of Companies gehört. |
| FC Unirea Valahorum Urziceni                          | Rumänien                     | Valahorum                                                           | Immobilien                                              | Valahorum ist das Bauunternehmen des Investros Dumitru Bucsaru und Teil des offiziellen Vereinsnamens und früher des Logos. |
| FC Metaloglobus Bukarest                              | Rumänien                     | Metaloglobus                                                        | Metal                                                   | Bennant nach der Metaloglobus-Fabrik in Rumänien. |
| AS Rocar Bukarest                                     | Rumänien                     | Rocar                                                               | Automobil                                               | Rocar Bukarest wurde im Jahr 1953 als Sportverein des rumänischen Nutzfahrzeugherstellers Autobuzul (später Rocar) unter dem Namen Autobuzul Bukarest gegründet. |
| KFC Trinity/Challengers United                        | St. Kitts und Nevis          | Kentucky Fried Chicken                                              | Fast-Food                                               | Der Verein wird vom Hauptsponsor der Liga Kentucky Fried Chicken gesponsort. |
| TSV Schott Mainz                                      | Deutschland                  | Schott AG                                                           | Technologie und Glas                                    | Benannt und finanziell unterstützt wurde dieser von der Schott AG, einem der weltgrößten Produzenten von technischen Gläsern und Glasartikeln. |
| SV Schott Jena                                        | Deutschland                  | Schott AG                                                           | Technologie und Glas                                    | Der SV Schott Jena wurde im Jahr 1896 von Arbeitern und dem Firmengründer Otto Schott der Firma Jenaer Glaswerk Schott & Genossen als Turnverein der Glashütte Jena gegründet. |